# Бритвин, Виктор Глебович
Виктор Глебович Бритвин (10 июля 1955, Чебоксары — 23 июля 2023) — советский и российский художник-график, автор иллюстраций к произведениям мировой, русской и чувашской классической литературы. Заслуженный художник Российской Федерации (2012).

## Биография
Виктор Бритвин родился в 1955 году в городе Чебоксары.
В 1962—1972 годах учился в чебоксарской школе № 22. В 1977 году окончил Чебоксарское художественное училище.
В 1980 году приглашён Борисом Дехтерёвым в издательство «Детская литература». В 1983 году окончил мастерскую книжной графики профессоров Геннадия Епифанова и Никиты Чарушина графического факультета Института живописи, скульптуры и архитектуры имени Репина.
Преподаватель (1983), директор (1985—1988) Чебоксарского художественного училища.
Иллюстрировал книги разнообразной тематики Чувашского книжного издательства и ряда московских издательств, в том числе эпос о великане Улыпе, сказки «Тысяча и одной ночи», сказки Оскара Уайльда, произведения классиков русской литературы. Много работал в станковой графике и живописи. Основные работы в графике: циклы «Миражи», «Свияжский полдень», «Послушание», «Странник», «Искусство равновесия», «Кунсткамера», «Незнакомые игры», «Музыкальные инструменты», серия городских пейзажей и портретов. Был членом Союза художников СССР.
Оформил более 180 книг. В 2000-х годах начал писать прозу, печатался в журнале «Литература. Искусство. Культура».
Работы Виктора Бритвина находятся в коллекции Чувашского государственного художественного музея и частных коллекциях в России и США, странах Европы и Африки. Скончался 23 июля 2023 года на 69-м году жизни.

## Семья
Отец — Бритвин Глеб Васильевич, директор Чебоксарского электроаппаратного завода (1975—1986).

## Награды и премии
- Заслуженный художник Чувашской Республики (1995)
- Заслуженный художник Российской Федерации (2012)
- Премия Александра Солженицына (2018) — «за выдающиеся по качеству и выразительности иллюстрации к сказкам и мифам народов мира; за глубокое и взволнованное прочтение русской лагерной прозы взглядом художника-графика»[4]
- Медаль ордена «За заслуги перед Чувашской Республикой» (2018).

## Память
Захоронен на кладбище № 3 города Чебоксары.